# Lupe Fuentes
Lupe Fuentes (voorheen Zuleidy of Little Lupe) is de artiestennaam van Zuleydy Piedrahita (Santiago de Cali, 27 januari 1987), een Spaans-Colombiaanse pornoactrice.

## Biografie
Piedrahita werd geboren uit een Spaanse vader en een Colombiaanse moeder. De 1,46 meter kleine actrice werd de filmwereld binnengeleid door de broers Lapiedra. Naast acteren in pornofilms heeft ze geposeerd voor tijdschriften als Interviú, Primera Línea en Diosas del desnudo 2. Ze speelde in de reguliere film Isi Disi 2 met Lucía Lapiedra. Op 15 maart 2007 trad Lupe Fuentes in het huwelijk met Pablo Lapiedra, een bekende pornoregisseur. Enkele jaren later scheidde ze. In 2008 onderging de actrice een borstvergroting.

## Filmografie
- Obsesión (2006)
- La Venganza de las Ninfas (2006)
- Posesión (2006)
- Isi & Disi, alto Voltaje (2006) als Zuleidy, reguliere film
- Pornostamps 1 (2007)
- Pasion (2007)
- Matadero (2007)
- El diario de Zuleidy (2007)
- Chloe (2007)
- Depravada (2007)
- Private X-treme 43: 100% Zuleidy, Top Anal Teen (2008)
- Interactive Girlfriend Sexperience (2009)
- Lolita (2010)
- The Peach Panther (2017), reguliere film

## Discografie
- I Think of You EP (2014) (ep)
- Drop the Beat (2014) (single)

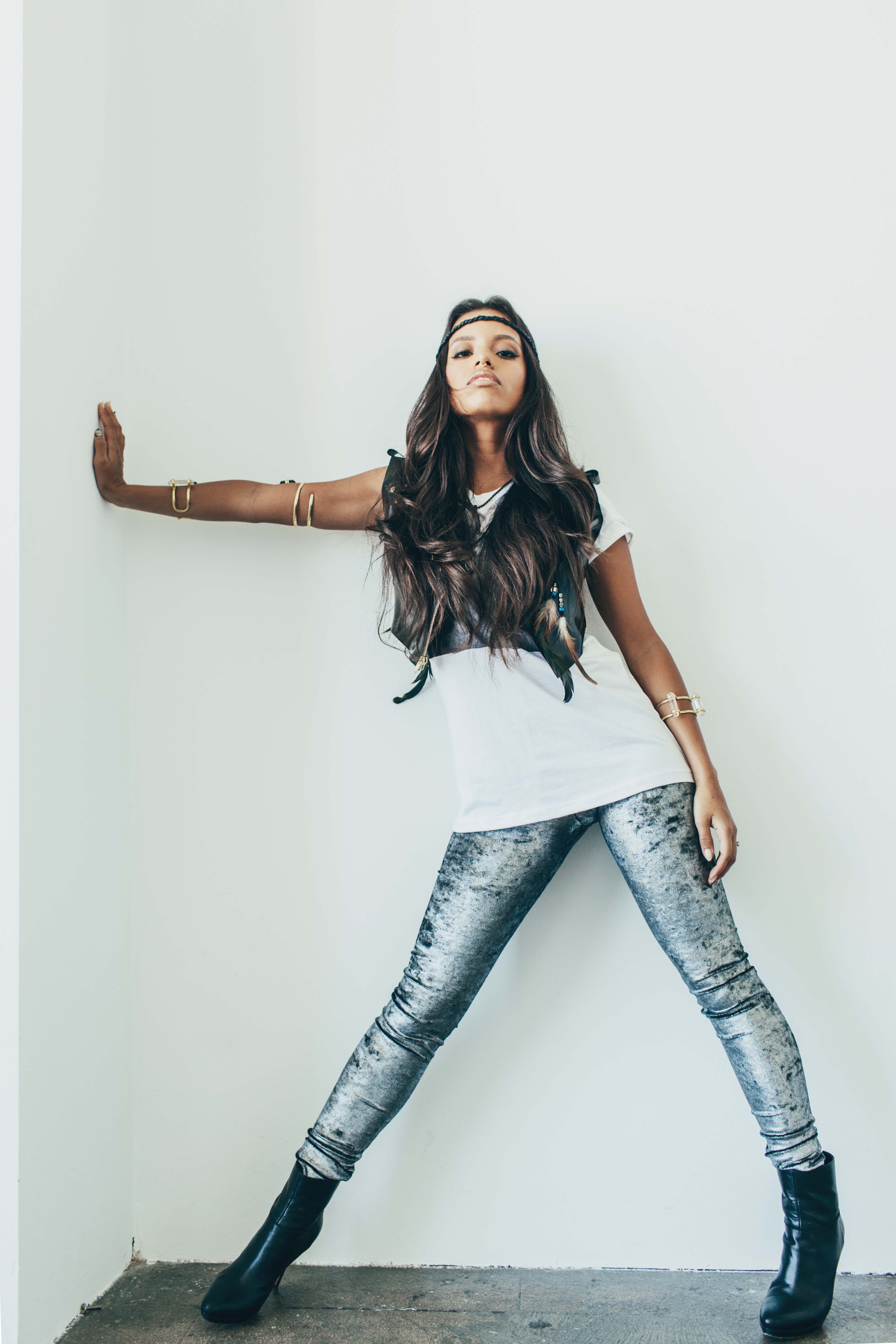
Lupe Fuentes in 2014.

- Gotta Keep Holding On (2014) (single)
- House Flavor EP (2015) (ep)
- Fire Drill EP (2016) (ep)
- Lupe Fuentes' Ibiza Essentials 2016 (verzamel)
- Go for It EP (2017) (ep)
- Hit It EP (2017) (ep)
- Out of Control EP (2017) (ep)
- Move It EP (2018) (ep)
- Planet Minimal EP (2019) (ep)
- No Rules ft. Dances with White Girls (2019) (ep)